# Halowe Mistrzostwa Europy w Lekkoatletyce 2019 – skok w dal mężczyzn
Skok w dal mężczyzn – jedna z konkurencji technicznych rozgrywanych podczas halowych lekkoatletycznych mistrzostw Europy w hali Emirates Arena w Glasgow. Tytułu mistrza sprzed dwóch lat nie obronił Albańczyk Izmir Smajlaj, który był zgłoszony do zawodów, lecz nie wystartował.

## Terminarz
| Data    | Godzina |              |
| ------- | ------- | ------------ |
| 1 marca | 10:03   | Kwalifikacje |
| 3 marca | 11:30   | Finał        |

## Statystyka

### Rekordy
Tabela prezentuje halowy rekord świata, rekord Europy w hali, rekord halowych mistrzostw Europy, a także najlepsze osiągnięcia w hali w Europie i na świecie w sezonie 2019 przed rozpoczęciem mistrzostw.
|                                               | Zawodnik          | Wynik | Miejsce   | Data                  |
| --------------------------------------------- | ----------------- | ----- | --------- | --------------------- |
| Rekord świata                                 | Carl Lewis        | 8,79  | Nowy Jork | 21 stycznia 1984(dts) |
| Rekord Europy                                 | Sebastian Bayer   | 8,71  | Turyn     | 8 marca 2009(dts)     |
| Rekord mistrzostw Europy                      | Sebastian Bayer   | 8,71  | Turyn     | 8 marca 2009(dts)     |
| Najlepszy wynik na świecie w 2019 roku (hala) | Aleksandr Mieńkow | 8,30  | Moskwa    | 3 lutego 2019(dts)    |
| Najlepszy wynik w Europie w 2019 roku (hala)  | Aleksandr Mieńkow | 8,30  | Moskwa    | 3 lutego 2019(dts)    |

### Najlepsze wyniki w Europie
Poniższa tabela przedstawia 10 najlepszych rezultatów na Starym Kontynencie w sezonie 2019 przed rozpoczęciem mistrzostw.

W zestawieniu nie ujęto rosyjskich lekkoatletów zawieszonych z powodu afery dopingowej, z wyłączeniem startujących w mistrzostwach jako autoryzowani lekkoatleci neutralni.
| Pozycja | Zawodnik                | Reprezentacja   | Wynik | Data                | Miejsce   |
| ------- | ----------------------- | --------------- | ----- | ------------------- | --------- |
| 1.      | Miltiadis Tendoglu      | Grecja          | 8,23  | 8 lutego(dts) br    | Madryt    |
| 2.      | Thobias Nilsson Montler | Szwecja         | 8,08  | 2 lutego(dts) br    | Karlsruhe |
| 3.      | Marcell Jacobs          | Włochy          | 8,05  | 8 lutego(dts) br    | Madryt    |
| 4.      | Jean-Pierre Bertrand    | Francja         | 8,04  | 16 lutego(dts) br   | Miramas   |
| 5.      | Eusebio Cáceres         | Hiszpania       | 7,99  | 16 lutego(dts) br   | Antequera |
| 5.      | Jacob Fincham-Dukes     | Wielka Brytania | 7,99  | 22 lutego(dts) br   | Lubbock   |
| 7.      | Henri Väyrynen          | Finlandia       | 7,94  | 26 stycznia(dts) br | Oulu      |
| 7.      | Yann Randrianasolo      | Francja         | 7,94  | 16 lutego(dts) br   | Columbia  |
| 9.      | Tomasz Jaszczuk         | Polska          | 7,93  | 16 lutego(dts) br   | Toruń     |
| 9.      | Héctor Santos           | Hiszpania       | 7,93  | 16 lutego(dts) br   | Antequera |

Pogrubioną czcionką oznaczono zawodników, którzy wystartowali na mistrzostwach.

## Rezultaty

### Kwalifikacje
Do kwalifikacji przystąpiło 12 skoczków. Awans do finału dawało osiągnięcie odległości 7,95 m (Q) lub zajęcie jednego z pierwszych ośmiu miejsc (q).
Opracowano na podstawie materiału źródłowego.
| Poz. | Zawodnik                | Reprezentacja   | #1   | #2   | #3   | Rezultat | Uwagi |
| ---- | ----------------------- | --------------- | ---- | ---- | ---- | -------- | ----- |
| 1.   | Serhij Nykyforow        | Ukraina         | 7,86 | 7,84 | 8,03 | 8,03     | Q,    |
| 2.   | Miltiadis Tendoglu      | Grecja          | x    | 8,01 | –    | 8,01     | Q     |
| 3.   | Thobias Nilsson Montler | Szwecja         | x    | 7,95 | –    | 7,95     | Q     |
| 4.   | Tomasz Jaszczuk         | Polska          | 7,86 | x    | x    | 7,86     | q     |
| 5.   | Radek Juška             | Czechy          | 7,61 | 7,76 | 7,77 | 7,77     | q     |
| 6.   | Eusebio Cáceres         | Hiszpania       | 7,76 | 7,69 | 2,46 | 7,89     | q     |
| 7.   | Strahinja Jovančević    | Serbia          | 7,48 | x    | 7,73 | 7,73     | q     |
| 8.   | Władysław Mazur         | Ukraina         | 7,57 | 7,56 | 7,64 | 7,64     | q     |
| 9.   | Feron Sayers            | Wielka Brytania | 7,57 | x    | x    | 7,57     |       |
| –    | Jean-Pierre Bertrand    | Francja         | x    | –    | –    | NM       |       |
| –    | Marcell Jacobs          | Włochy          | x    | x    | x    | NM       |       |
| –    | Amund Høie Sjursen      | Norwegia        | x    | x    | x    | NM       |       |
| –    | Izmir Smajlaj           | Albania         | –    | –    | –    | DNS      |       |

### Finał
Opracowano na podstawie materiału źródłowego.
| Poz. | Zawodnik                | Reprezentacja | Próby | Próby | Próby | Próby | Próby | Próby | Wynik | Uwagi |
| Poz. | Zawodnik                | Reprezentacja | 1     | 2     | 3     | 4     | 5     | 6     | Wynik | Uwagi |
| ---- | ----------------------- | ------------- | ----- | ----- | ----- | ----- | ----- | ----- | ----- | ----- |
| 01 ! | Miltiadis Tendoglu      | Grecja        | x     | 8,12  | x     | 8,16  | 8,38  | –     | 8,38  | WL    |
| 02 ! | Thobias Nilsson Montler | Szwecja       | x     | 8,17  | 8,13  | x     | x     | x     | 8,17  | PB    |
| 03 ! | Strahinja Jovančević    | Serbia        | 7,79  | 7,76  | 7,66  | x     | 8,03  | 7,75  | 8,03  | NR    |
| 4.   | Eusebio Cáceres         | Hiszpania     | x     | x     | x     | x     | 7,98  | x     | 7,98  |       |
| 5.   | Serhij Nykyforow        | Ukraina       | 7,64  | x     | x     | 7,77  | 7,89  | x     | 7,89  |       |
| 6.   | Tomasz Jaszczuk         | Polska        | x     | 7,69  | 7,78  | 7,80  | x     | x     | 7,80  |       |
| 7.   | Radek Juška             | Czechy        | x     | x     | 7,70  | x     | 7,63  | 7,79  | 7,79  |       |
| 8.   | Władysław Mazur         | Ukraina       | 7,68  | x     | 7,72  | 7,75  | 7,72  | x     | 7,75  |       |